# Fabrice Omonga
Fabrice Omonga (6 februari 1984) is een Belgische voetballer. Hij speelt voor FC Charleroi als middenvelder.

## Statistieken

### Competitie
| seizoen | club                            | land   | competitie                   | wed. | basis | goals |
| ------- | ------------------------------- | ------ | ---------------------------- | ---- | ----- | ----- |
| 2004/05 | FC Brussels                     | België | Jupiler League               | 11   | 6     | 1     |
| 2005/06 | FC Brussels                     | België | Jupiler League               | 9    | 4     | 0     |
| 2006/07 | FC Brussels Oud-Heverlee Leuven | België | Jupiler League Tweede klasse | 13   | 10 11 | 0 1   |
| 2007/08 | Oud-Heverlee Leuven             | België | Tweede klasse                | 24   | -     | 1     |
| 2008/09 | WS Woluwé                       | België | Derde klasse                 | 23   | -     | 2     |
| 2009/10 | WS Woluwé                       | België | Derde klasse                 | -    | -     | -     |
| 2009/10 | Football Couillet-La Louvière   | België | Vierde klasse                | -    | -     | -     |
| 2010/11 | Racing Mechelen                 | België | Vierde klasse                | 8    | 3     | 0     |
| 2011/12 | FC Charleroi                    | België | Vierde klasse                | -    | -     | -     |

### Beker
| seizoen    | club                | land   | competitie       | wed. | basis | goals |
| ---------- | ------------------- | ------ | ---------------- | ---- | ----- | ----- |
| 2007/08    | Oud-Heverlee Leuven | België | Beker van België | 2    | 1     | 0     |
| 2010/11    | Racing Mechelen     | België | Beker van België | 5    | 5     | 1     |
| Bijgewerkt | 04-06-11            |        |                  |      |       |       |